# Liste der Bodendenkmäler in Geisenhausen
Auf dieser Seite sind die Bodendenkmäler in dem niederbayerischen Markt Geisenhausen zusammengestellt. Diese Tabelle ist eine Teilliste der Liste der Bodendenkmäler in Bayern. Grundlage ist die Bayerische Denkmalliste, die auf Basis des Bayerischen Denkmalschutzgesetzes vom 1. Oktober 1973 erstmals erstellt wurde und seither durch das Bayerische Landesamt für Denkmalpflege geführt wird. Die folgenden Angaben ersetzen nicht die rechtsverbindliche Auskunft der Denkmalschutzbehörde.

## Bodendenkmäler in Geisenhausen
| Lage       | Objekt                                                                                      | Akten-Nr.     | Bild |
| ---------- | ------------------------------------------------------------------------------------------- | ------------- | ---- |
| (Standort) | Verebneter Grabhügel vor- und frühgeschichtlicher Zeitstellung.                             | D-2-7439-0161 |      |
| (Standort) | Siedlung des Neolithikums, u. a. der Gruppe Oberlauterbach.                                 | D-2-7439-0232 |      |
| (Standort) | Siedlung des Neolithikums.                                                                  | D-2-7539-0025 |      |
| (Standort) | Siedlung der Linearbandkeramik und der Latènezeit.                                          | D-2-7539-0026 |      |
| (Standort) | Turmhügel des Mittelalters.                                                                 | D-2-7539-0028 |      |
| (Standort) | Siedlung des Neolithikums.                                                                  | D-2-7539-0029 |      |
| (Standort) | Siedlung der frühen Bronze- und der Latènezeit, sowie allgemein der Metallzeiten            | D-2-7539-0030 |      |
| (Standort) | Siedlung der Münchshöfener Gruppe sowie allgemein des Neolithikums                          | D-2-7539-0032 |      |
| (Standort) | Siedlung vor- und frühgeschichtlicher Zeitstellung, u. a. des Neolithikums                  | D-2-7539-0033 |      |
| (Standort) | Siedlung des Neolithikums (u. a. der Linear- und Stichbandkeramik/Gruppe Oberlauterbach)    | D-2-7539-0034 |      |
| (Standort) | Siedlung des Neolithikums.                                                                  | D-2-7539-0035 |      |
| (Standort) | Siedlung der Latènezeit.                                                                    | D-2-7539-0036 |      |
| (Standort) | Siedlung vor- und frühgeschichtlicher Zeitstellung.                                         | D-2-7539-0037 |      |
| (Standort) | Siedlung vor- und frühgeschichtlicher Zeitstellung.                                         | D-2-7539-0038 |      |
| (Standort) | Verebnetes Grabenwerk vor- und frühgeschichtlicher Zeitstellung.                            | D-2-7539-0039 |      |
| (Standort) | Siedlung vor- und frühgeschichtlicher Zeitstellung.                                         | D-2-7539-0040 |      |
| (Standort) | Siedlung vor- und frühgeschichtlicher Zeitstellung.                                         | D-2-7539-0041 |      |
| (Standort) | Siedlung vor- und frühgeschichtlicher Zeitstellung.                                         | D-2-7539-0042 |      |
| (Standort) | Siedlung vor- und frühgeschichtlicher Zeitstellung.                                         | D-2-7539-0043 |      |
| (Standort) | Siedlung vorgeschichtlicher Zeitstellung.                                                   | D-2-7539-0044 |      |
| (Standort) | Untertägige mittelalterliche und frühneuzeitliche Befunde im Bereich der Kath. Pfarrkirche  | D-2-7539-0047 |      |
| (Standort) | Siedlung vor- und frühgeschichtlicher Zeitstellung.                                         | D-2-7539-0048 |      |
| (Standort) | Siedlung vor- und frühgeschichtlicher Zeitstellung.                                         | D-2-7539-0049 |      |
| (Standort) | Siedlung und verebnetes Grabenwerk vor- und frühgeschichtlicher Zeitstellung.               | D-2-7539-0050 |      |
| (Standort) | Siedlung der Bronzezeit, der Urnenfelderzeit und allgemein vorgeschichtlicher Zeitstellung. | D-2-7539-0051 |      |
| (Standort) | Siedlung vor- und frühgeschichtlicher Zeitstellung.                                         | D-2-7539-0052 |      |
| (Standort) | Siedlung vor- und frühgeschichtlicher Zeitstellung.                                         | D-2-7539-0053 |      |
| (Standort) | Siedlung vor- und frühgeschichtlicher Zeitstellung.                                         | D-2-7539-0054 |      |
| (Standort) | Siedlung des Neolithikums (Linear- und Stichbandkeramik, Gruppe Oberlauterbach)             | D-2-7539-0056 |      |
| (Standort) | Siedlung der Linear- und Stichbandkeramik/Gruppe Oberlauterbach.                            | D-2-7539-0058 |      |
| (Standort) | Siedlung vor- und frühgeschichtlicher Zeitstellung, u. a. des Neolithikums.                 | D-2-7539-0059 |      |
| (Standort) | Siedlung des Neolithikums, u. a. der Linearbandkeramik, sowie der Metallzeiten.             | D-2-7539-0060 |      |
| (Standort) | Siedlung vor- und frühgeschichtlicher Zeitstellung.                                         | D-2-7539-0061 |      |
| (Standort) | Siedlung vor- und frühgeschichtlicher Zeitstellung.                                         | D-2-7539-0062 |      |
| (Standort) | Siedlung der Münchshöfener Gruppe.                                                          | D-2-7539-0064 |      |
| (Standort) | Verebnete Grabhügel vorgeschichtlicher Zeitstellung.                                        | D-2-7539-0082 |      |
| (Standort) | Siedlung des Mittelalters und der Neuzeit.                                                  | D-2-7539-0085 |      |
| (Standort) | Untertägige mittelalterliche und frühneuzeitliche Befunde im Bereich der Kath. Kirche       | D-2-7539-0123 |      |
| (Standort) | Untertägige frühneuzeitliche Befunde im Bereich der Kath. Kirche St. Kastulus               | D-2-7539-0125 |      |
| (Standort) | Untertägige mittelalterliche und frühneuzeitliche Befunde im Bereich der Kath. Kirche       | D-2-7539-0127 |      |
| (Standort) | Untertägige mittelalterliche und frühneuzeitliche Siedlungsteile                            | D-2-7539-0129 |      |
| (Standort) | Untertägige mittelalterliche und frühneuzeitliche Befunde im Bereich der Kath. Kirche       | D-2-7539-0130 |      |
| (Standort) | Untertägige mittelalterliche und frühneuzeitliche Befunde                                   | D-2-7539-0131 |      |
| (Standort) | Untertägige mittelalterliche und frühneuzeitliche Befunde im Bereich der Kath. Kirche       | D-2-7539-0139 |      |
| (Standort) | Untertägige mittelalterliche und frühneuzeitliche Befunde im Bereich der Kath. Kirche       | D-2-7539-0145 |      |
| (Standort) | Untertägige frühneuzeitliche Befunde im Bereich der Kath. Kirche St. Michael in Salksdorf   | D-2-7539-0152 |      |
| (Standort) | Untertägige mittelalterliche und frühneuzeitliche Befunde im Bereich der Kath. Kirche       | D-2-7539-0154 |      |
| (Standort) | Untertägige mittelalterliche und frühneuzeitliche Befunde im Bereich der Kath. Kirche       | D-2-7539-0156 |      |
| (Standort) | Grabhügel vorgeschichtlicher Zeitstellung.                                                  | D-2-7539-0160 |      |
| (Standort) | Verebnete Grabhügel vorgeschichtlicher Zeitstellung.                                        | D-2-7540-0027 |      |
| (Standort) | Verebnete Grabhügel vorgeschichtlicher Zeitstellung.                                        | D-2-7540-0028 |      |